# Rio Piauí
Le rio Piauí est une rivière du Brésil. Elle descend du versant septentrional de la serra du même nom, coule au nord-ouest dans l'État à laquelle elle donne son nom et se jette dans le rio Canindé, au sud de Francisco Ayres, après un cours de près de 500 kilomètres. Le rio Canindé se jette peu après dans le Paranaíba.

## Source
« Rio Piauí », dans Pierre Larousse, Grand dictionnaire universel du XIXe siècle, Paris, Administration du grand dictionnaire universel, 15 vol., 1863-1890 [détail des éditions].